# Перші люди на Місяці (фільм, 1919)
«Перші люди на Місяці» (англ. The First Men in the Moon, 1919) — чорно-біле німе кіно режисера Брюса Гордона за твором «Перші люди на Місяці» Герберта Веллса.
Станом на серпень 2010 року фільм відсутній у Національному архіві BFI і внесений до списку «75 найрозшукуваніших» втрачених фільмів Британського інституту кіно. Існують кадри з постановки та короткий опис сюжету.

## Сюжет
Короткий опис торгової газети The Bioscope від 5 червня 1919 року звучить так: У компанії Руперта Бедфорда, захопливого спекулянта, Самсон Кейвор, літній винахідник-учений, піднімається на Місяць у кулі, вкритій «кейворитом», речовиною, яка має властивість нейтралізувати закон тяжіння. Після дивних пригод із «селенітами» (мешканцями Місяця) Бедфорд лиходійно покидає професора та повертається на Землю сам, щоб розбагатіти на кейвориті. Однак за допомогою бездротового телеграфу Гоґбену, молодому інженеру, закоханому в племінницю Кейвора Сьюзан, вдається зв'язатися з винахідником, який опинився в безвиході, і той викриває Бедфорда та заявляє, що його дружелюбно прийняв Великий Лунар, повелитель селенітів. Після цього Сьюзен з обуренням відкидає пропозиції Бедфорда, який видавав це за останнє бажання Кейвора, одружитися з ним, і натомість одружується з Гогбеном.

## Значення
Роберт Ґодвін назвав фільм «першим фільмом, повністю заснованим на відомому науково-фантастичному романі». Франкенштейн, вільна адаптація однойменного роману Мері Шеллі 1818 року тривалістю 14 хвилин, з'явився 1910 року, а студія Universal Pictures випустила повнометражний художній фільм за романом Жуля Верна 1870 року «Двадцять тисяч льє під водою» в 1916 році.

## У ролях
| Актор             | Роль           |
| ----------------- | -------------- |
| Брюс Ґордон       | Гоґбен         |
| Гізер Тетчер      | Сьюзен         |
| Гектор Аббас      | Семпсон Кейвор |
| Ліонель д'Арагон  | Руперт Бедфорд |
| Сесіл Мортон-Йорк | Великий Лунар  |